# (12974) Halitherses
(12974) Halitherses (1973 SB2) – planetoida z grupy trojańczyków okrążająca Słońce w ciągu 11,78 lat w średniej odległości 5,18 j.a. Odkryta 19 września 1973 roku.